# Elaine Cristina
Elaine Cristina, nome artístico de Júlia Sanchez (São Paulo, 13 de maio de 1950) é uma atriz brasileira. Ficou conhecida ao interpretar as vilãs  Eunice Baronese em Vende-se um Véu de Noiva e Helena na telenovela infantil Chiquititas (2013).

## Carreira
Nascida no imo de uma família de espanhóis, Cristina começou sua carreira bem cedo, aos 14 anos de idade, em A Herdeira de Ferleac. Seu primeiro papel em destaque foi em Ontem, Hoje e Sempre, na extinta TV Excelsior.
Atuou em várias telenovelas importantes da TV Tupi, Rede Globo e Manchete, como A Volta de Beto Rockfeller, As Divinas e Maravilhosas, as primeiras versões de A Viagem, O Profeta, A Deusa Vencida e Sinhá Moça, além de Campeão, Kananga do Japão e o maior sucesso da Rede Manchete, a novela Pantanal.
Elaine Cristina ficou 7 anos sem atuar em telenovelas, tendo retomado a carreira em 2008 no SBT na novela Revelação, de Iris Abravanel, em que viveu Olga. Teve uma participação em Vende-se um Véu de Noiva, também de Iris Abravanel, interpretando a vilã Eunice Baronese. A trama foi uma adaptação do texto original de Janete Clair. Fez a vilã Helena no remake da telenovela Chiquititas, papel vivido por Imara Reis na primeira versão da trama.

## Vida pessoal
Foi casada por quase 40 anos com o ator Flávio Galvão, com quem contracenou na novela O Outro, de Aguinaldo Silva.

## Filmografia

### Cinema
| Ano  | Título                  | Papel           | Notas          |
| ---- | ----------------------- | --------------- | -------------- |
| 1971 | Até o Último Mercenário | Márcia          |                |
| 1976 | Senhora                 | Aurélia Camargo |                |
| 2011 | A Escolha               | Elaine          | Curta-metragem |

### Televisão
| Ano  | Título                     | Papel                                 | Emissora          |
| ---- | -------------------------- | ------------------------------------- | ----------------- |
| 1965 | Ontem, Hoje e Sempre       | Mônica                                | TV Excelsior      |
| 1965 | Aquele que Deve Voltar     | Wilma                                 | TV Excelsior      |
| 1968 | Os Diabólicos              | Elizabeth                             | TV Excelsior      |
| 1969 | Era Preciso Voltar         | Débora                                | Rede Bandeirantes |
| 1969 | O Bolha                    | Marcela                               | Rede Bandeirantes |
| 1970 | As Asas São para Voar      | Lena                                  | Rede Bandeirantes |
| 1971 | Hospital                   | Fátima                                | Rede Tupi         |
| 1971 | O Preço de um Homem        | Celeste                               | Rede Tupi         |
| 1972 | Bel-Ami                    | Ângela                                | Rede Tupi         |
| 1972 | A Revolta dos Anjos        | Diana                                 | Rede Tupi         |
| 1973 | A Volta de Beto Rockfeller | Ana Cristina                          | Rede Tupi         |
| 1973 | As Divinas e Maravilhosas  | Marli                                 | Rede Tupi         |
| 1974 | Os Inocentes               | Daisy                                 | Rede Tupi         |
| 1974 | Ídolo de Pano              | Andréa                                | Rede Tupi         |
| 1975 | A Viagem                   | Lisa                                  | Rede Tupi         |
| 1976 | O Julgamento               | Catarina                              | Rede Tupi         |
| 1977 | O Profeta                  | Sônia                                 | Rede Tupi         |
| 1979 | Como Salvar Meu Casamento  | Branca                                | Rede Tupi         |
| 1980 | A Deusa Vencida            | Cecília                               | Rede Bandeirantes |
| 1981 | Obrigado, Doutor           | Isabel                                | Rede Globo        |
| 1982 | As Cinco Panelas de Ouro   | Isolina da Silva Prates               | TV Cultura        |
| 1982 | Iaiá Garcia                | Estela                                | TV Cultura        |
| 1982 | Campeão                    | Catarina                              | Rede Bandeirantes |
| 1983 | O Anjo Maldito             | Débora                                | SBT               |
| 1985 | Antonio Maria              | Heloísa                               | Rede Manchete     |
| 1986 | Sinhá Moça                 | Cândida Ferreira, Baronesa de Araruna | Rede Globo        |
| 1987 | O Outro                    | Ivete                                 | Rede Globo        |
| 1989 | Kananga do Japão           | Lizete                                | Rede Manchete     |
| 1990 | Fronteiras do Desconhecido | Anna Sage                             | Rede Manchete     |
| 1990 | Pantanal                   | Irma Braga Novaes                     | Rede Manchete     |
| 1996 | Antônio Alves, Taxista     | Amélia                                | SBT               |
| 2001 | O Direito de Nascer        | Dona Conceição de Juncal              | SBT               |
| 2008 | Revelação                  | Olga                                  | SBT               |
| 2009 | Vende-se um Véu de Noiva   | Eunice Baronese                       | SBT               |
| 2013 | Chiquititas                | Helena Kruguer                        | SBT               |